# Terence Tao
Terence „Terry” Chi-Shen Tao  (n. 17 iulie 1975, Adelaide, Australia de Sud, Australia) este un matematician cu dublă naționalitate australiană și americană, care a avut o contribuție importantă la o gamă largă de domenii, inclusiv analiză armonică, ecuații cu derivate parțiale, combinatorică geometrică, algebrică și aritmetică, teoria analitică a numerelor și achiziție/eșantionare comprimată de semnale. A fost laureat cu Medalia Fields în anul 2006, cu Premiul Crafoord în 2012 și cu Royal Medal în 2014.

## Biografie
S-a născut în Australia în 1975, cel mai mare din trei frați. Tatăl său, de origine chineză, este un pediatru, în timp ce mama sa, de origine hongkongeză, era profesor de liceu de matematică și fizică. Părinții său au emigrat în Australia în anul 1972. Terence a fost un copil-minune. A învățat sa citească singur la vârsta de doi ani și a urmat cursuri de matematică de nivel universitar la vârsta de nouă ani. În anul 1986 a devenit cel mai tânăr participant la Olimpiada Internațională de Matematică, cucerind o medalie de bronz la vârstă de zece ani. A luat argintul în 1987 și aurul în 1988. 
Aceste rezultate și participări sunt explicabile prin cultivarea interesului pentru matematică de către unul din părinți datorită profesiei avute.
La vârsta de 14 ani a participat la Institutul de Cercetare Științifică, un program de vară de la Massachusetts Institute of Technology. Și-a obținut diploma de licență în 1991 și cea de masterat în 1992 la Universitatea Flinders. În 1992 a urmat studiile la Universitatea Princeton, în Statele Unite, în cadrul unei burse Fulbright. La vârsta de 21 de ani și-a susținut teza de doctorat despre „trei rezultate de regularitate în analiză armonică”, sub conducerea lui Elias Stein, și a fost numit îndată asistent universitar la University of California, Los Angeles (UCLA). În 2000 a devenit cel mai tânăr vreodată profesor universitar la acesta universitate. Din 2007 este titular catedrei „James și Carol Collins”, întotdeauna la UCLA.
Este căsătorit cu Laura Kim, un inginer la Jet Propulsion Laboratory din NASA. Împreună au doi copii, William și Maddy.

## Legături externe
- en  Pagina Web lui Terence Tao la UCLA
- en  Blog-ul lui Terence Tao